# Cinturó d'estany del sud-est asiàtic

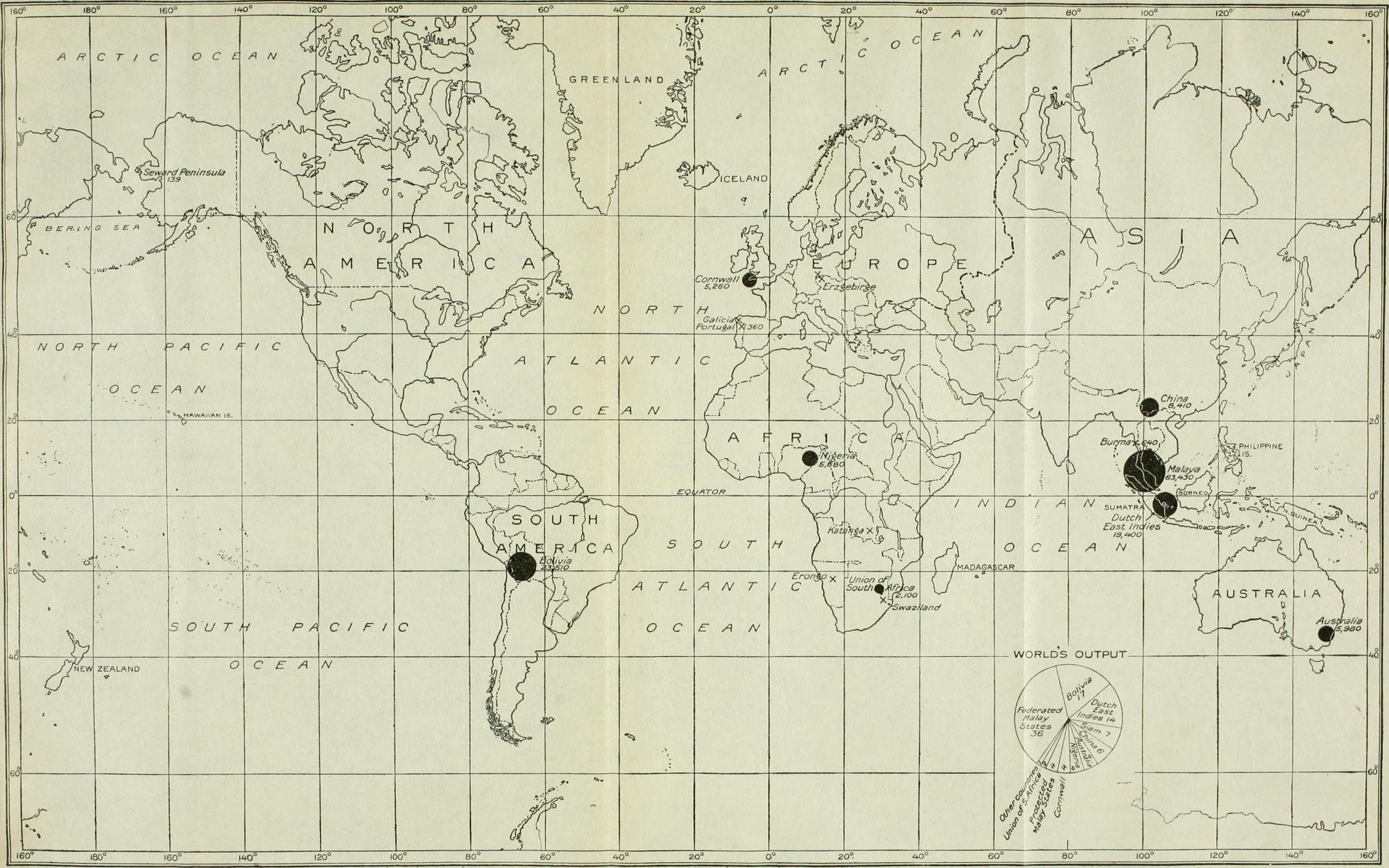
Mapa de l'any 1917 amb les principals zones estanníferes, hi destaquen el cinturó d'estany del sud-est asiàtic juntament amb altres zones com ara el cinturó d'estany bolivià. Al gràfic que es troba al mateix mapa es pot observar que la producció total de la zona arriba al 40%.

Dipòsits d'estany coneguts en l'antiguitat. En vermell: principals dipòsits; en blau: dipòsits secundàris.

El cinturó d'estany del sud-est asiàtic és una zona mineralògica i geològica elongada de nord a sud d'uns 2800 km de llargària i uns 400 km d'amplada formada principalment per granitoides intermedis (que presenten un rang des de la diorita al granit) que presenten una certa tendència a formar super-unitats litològiques. La zona s'estén des de Birmània i Tailàndia fins a la Malàisia peninsular i les illes estanníferes d'Indonèsia. És una de les principals zones productores d'estany del món; per exemple, l'any 1995 produí 9,6 milions de tones d'estany (un 54% de la producció mundial). A més a més de la producció directa d'estany a partir de vetes, en alguns llocs com ara Malàisia (estats de Perak i Selangor) també s'explotaven dipòsits de tipus placer.

## Producció
Durant la dècada dels 70 i 80, la producció de la zona va arribar a representar el 60% de les 230.000 tones d'estany que es varen produir al conjunt del planeta. S'estima que la regió va aportar el 75% de tot l'estany produït durant el segle xx. La majoria d'estany que es produeix al sud-est asiàtic es mina a partir de placers quaternaris, tant en terra ferma com en les aigües. L'acumulació de la cassiterita en dipòsits tipus placer es troba afavorida degut al clima tropical de la zona que meteoritza les roques (meteorització que no afecta la cassiterita) i a les terrasses al·luvials quaternàries planes que es formen a la zona. La mineria directa a partir de mineralitzacions primàries d'estany és menor en comparació amb la mineria dels placers, però també compta amb un bon nombre d'operacions a petita escala.

## Geologia
El cinturó d'estany del sud-est asiàtic està situat en el bloc Sibumasu i a l'est dels terrenys tectono-estratigràfics del bloc de Malaisia oriental.

### Províncies
El cinturó d'estany del sud-est asiàtic sol dividir-se en províncies o cinturons secundaris segons les característiques petrogràfiques o geocronològiques de les roques. Generalment es diferencien 4 províncies:
- Província principal: es troba localitzada a l'oest de la Malàisia peninsular, sud de la Tailàndia peninsular i el centre de Tailàndia. Es troba constituïda gairebé totalment de granit biotític d'entre 230 i 180 milions d'anys. Els dipòsits d'estany associats a aquesta regió han representat històricament la producció del 55% d'estany del sud-est asiàtic.[2] La mineralització de la zona es caracteritza per greisens endògens amb vetes de cassiterita i wolframita.[5]
- Província del nord: localitzada al nord de Tailàndia, representa un 0,1% de la producció d'estany. La província està dominada per la presència de granit biotític format ara fa entre 269 i 200 milions d'anys; la diferència amb l'anterior província és que aquest granit ha sofert una important deformació.[2] La mineralització es caracteritza per vetes i skarns amb dipòsits de scheelita i fluorita amb certa quantitat d'estany i localment també antimoni.[5]
- Província de l'est: s'estén des de l'est de la Malàisia peninsular fins a l'est de Tailàndia. Els granitoides presenten un ample rang composicional ampli que va des dels granit biotítics fins als granits o granodiorites biotítico-hornblèndiques, així com les diorites o gabres. Aquesta província representa el 3% de la producció del sud-est asiàtic.[2] A la zona tailandesa s'hi troben skarns de magnetita-cassiterita amb sulfurs de metalls base i antimoni.[5] La zona localitzada a Malàisia es divideix, al seu torn, en 3 cinturons diferents:[2]

1. Cinturó de la costa est (220-263 Ma).
2. Cinturó límit de la serralada (197-257 Ma).
3. Cinturó central (79-219 Ma).

- Província de l'oest: localitzada al nord de la Tailàndia peninsular i a l'oest de Tailàndia i Birmània. Presenta granits biotítics i granits o granodiorites biotítico-hornblèndiques. Els dipòsits d'estany d'aquesta zona es troben associats amb els granits biotítics, i l'estany produït representa un 14% de la producció.[2] La mineralització està formada per vetes pegmatítiques amb wolframita i cassiterita.[5]

### Geoquímica
Els plutons mineralitzats es caracteritzen per presentar concentracions elevades de SiO₂, K₂O, rubidi, estany, tori i urani, mentre que les concentracions de Fe₂O₃, MgO, CaO, bari i estronci, així com la ràtio Fe₂O₃/FeO, són baixes.